# Ґоленчево
Ґоленчево (пол. Golęczewo, нім. Golenhofen) — село в Польщі, у гміні Сухий Ляс Познанського повіту Великопольського воєводства.
Населення — 1028 осіб (2011).
У 1975-1998 роках село належало до Познанського воєводства.

## Демографія
Демографічна структура станом на 31 березня 2011 року:
|          | Загалом | Допрацездатний вік | Працездатний вік | Постпрацездатний вік |
| -------- | ------- | ------------------ | ---------------- | -------------------- |
| Чоловіки | 501     | 110                | 352              | 39                   |
| Жінки    | 527     | 114                | 332              | 81                   |
| Разом    | 1028    | 224                | 684              | 120                  |